# Bęczyn (Petite-Pologne)
Pour les articles homonymes, voir Bęczyn.
Bęczyn (prononciation : [ˈbɛnt͡ʂɨn]) est une localité polonaise de la gmina de Brzeźnica, située dans le powiat de Wadowice en voïvodie de Petite-Pologne.